# Эберштайн
Эберштайн (нем. Eberstein) — ярмарочная коммуна (нем. Marktgemeinde) в Австрии, в федеральной земле Каринтия. 
Входит в состав округа Санкт-Файт.  Население составляет 1535 человек (на 31 декабря 2005 года). Занимает площадь 65,2 км². Официальный код  —  2 05 04.

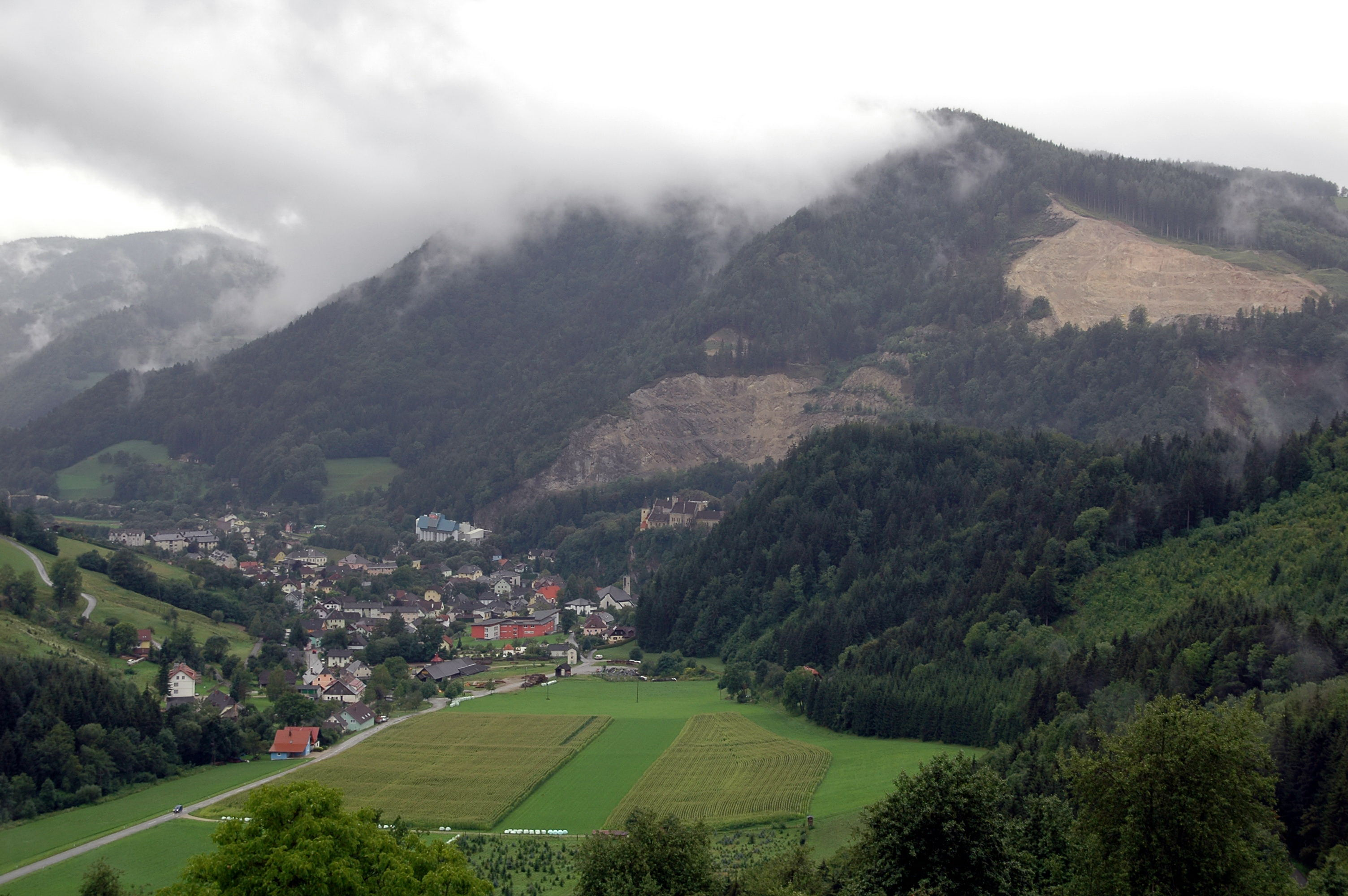
Эберштайн

## Политическая ситуация
Бургомистр коммуны — Андреас Грабушниг (АНП) по результатам выборов 2003 года.
Совет представителей коммуны (нем. Gemeinderat) состоит из 15 мест.
- АНП занимает 6 мест.
- СДПА занимает 5 мест.
- АПС занимает 4 места.